# Gribouillage
 (août 2012).
Si vous disposez d'ouvrages ou d'articles de référence ou si vous connaissez des sites web de qualité traitant du thème abordé ici, merci de compléter l'article en donnant les références utiles à sa vérifiabilité et en les liant à la section « Notes et références ».

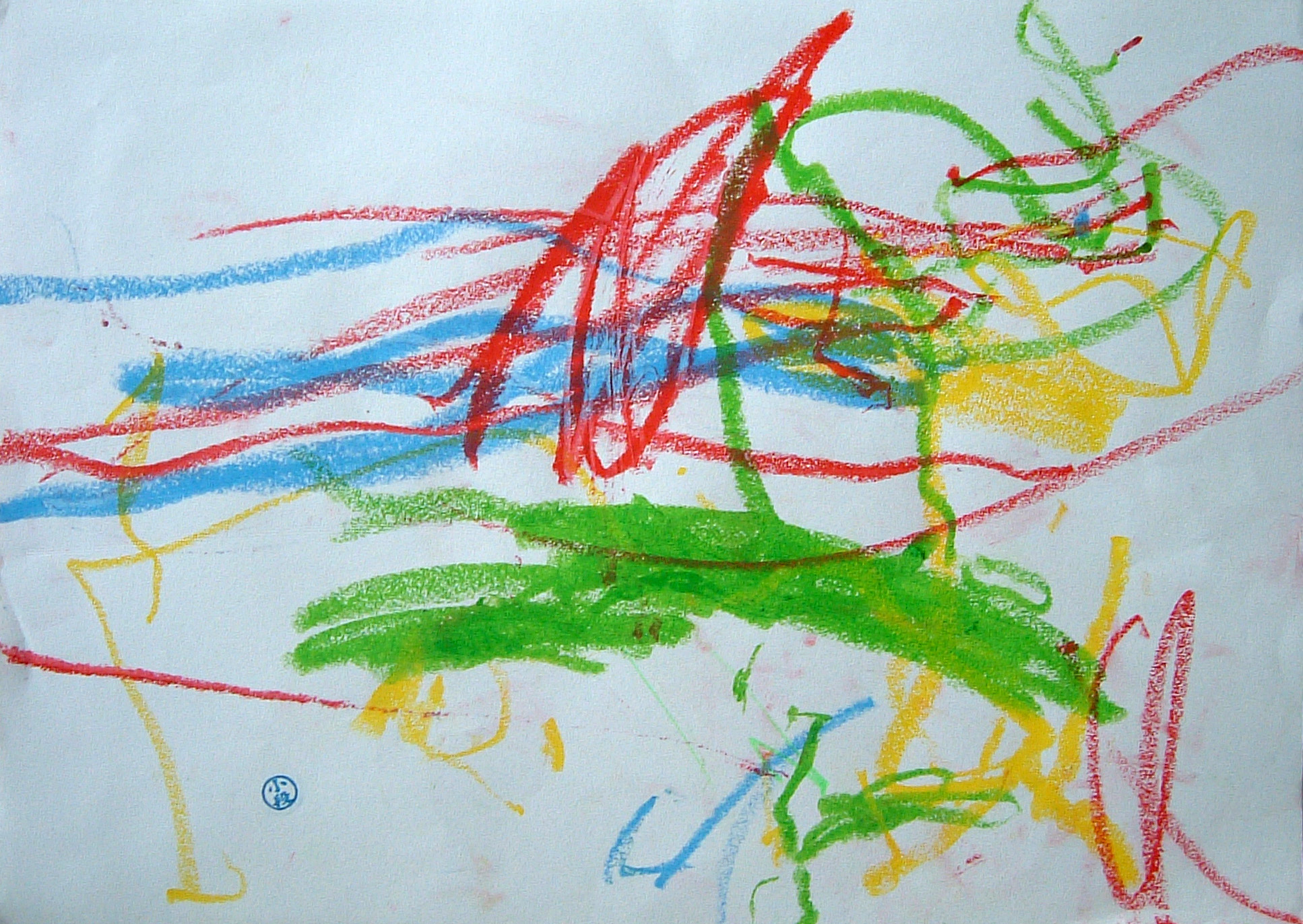
Gribouillage d'un enfant âgé de 22 mois

Le gribouillage forme du graffiti est une activité graphique « libre » plus ou moins automatique ou non maitrisée et consistant en tout tracé effectué par un individu, de l'enfant de douze mois[réf. nécessaire] à l'adulte, avec ses mains sur n'importe quelle surface.
En 2010, le mode le plus fréquent de cette activité se manifeste avec un crayon et une feuille de papier.

## Histoire
Jusque dans les années 1920 c'est une activité qui était mal perçue. 
Seul chez les tout petits enfants cette activité était admise, puis refoulée au profit de l'apprentissage académique du dessin.
Le surréalisme de par son influence donnée par la psychanalyse, a permis de fait de libérer le gribouillage et de lui rendre toutes ses valeurs expressives et créatrices.
Le gribouillage est maintenant reconnu dans le monde de l'art.

## Les conditions du gribouillage
- un support marquable, indispensable (sauf tracé aérien sans marque).
- le plus souvent, mais pas obligatoirement, du produit marqueur, un instrument ou outil.
- une « quasi non-directivité » il existe toujours des prédonnés matériels, relationnels, et culturels
- un moment libre pour les mains,
- souvent l'attention principale censée être fixée ailleurs.

## Supports
Plusieurs types de supports peuvent servir à un gribouillage. On reconnait deux catégories de supports. S'ils sont fabriqués, ce peut être notamment du papier : feuille, bloc note, nappe, set de table, sous-bock, enveloppe, feuille et carton d'emballage, cahier scolaire, journaux, emballage… ; un mur ; etc. ou alors s'ils sont naturels, ce peut être du sable, de la terre, de l'ardoise et autre roche gravable…